# Saza
Saza (jap. 佐々町 Saza-chō) – miasto w Japonii, na wyspie Kiusiu, w prefekturze Nagasaki. Według danych na rok 2020 miejscowość zamieszkiwało 13 912 mieszkańców , a gęstość zaludnienia wyniosła 431,1 os./km².